# Bădeana
Bădeana – wieś w Rumunii, w okręgu Vaslui, w gminie Tutova. W 2011 roku liczyła 1188 mieszkańców.